# Bahnhof Demmin
Der Bahnhof Demmin in Demmin in Mecklenburg-Vorpommern wird im Nah- und Regionalverkehr bedient. Er liegt an der Bahnstrecke Stralsund–Berlin. Von 1897 bis 1945 gab es in unmittelbarer Nähe – südlich der Gleise – ein weiteres Empfangsgebäude mit Warteraum und verschiedenen Lokschuppen für die eigenständige Demminer Kleinbahnen. Einer der Lokschuppen ist bis heute erhalten geblieben; ebenso das alte Empfangsgebäude.
Die Gebäude stehen unter Denkmalschutz.

## Anlagen
Der Bahnhof befindet sich etwa zwei Kilometer östlich des Stadtzentrums.
Das zweigeschossige Empfangsgebäude wurde 1877 erbaut und ist im Gegensatz zum übrigen Bahnhofsareal architektonisch bis heute nahezu unverändert geblieben. Es liegt südwestlich der Gleise. Gleis 1 liegt am Hausbahnsteig, Gleis 2 an einem Zwischenbahnsteig. Das Bahnhofsgelände ist nicht barrierefrei (Stand 2022). Hinter den Bahnsteigen befinden sich weitere, nicht für den Personenverkehr genutzte Bahngleise.
Das verschlossene, für seinen Zweck nicht mehr genutzte Bahnhofsgebäude wurde im Frühjahr 2013 für 21.500 € versteigert. Neuer Eigentümer ist die Wohnungsbau- und Verwaltungsgesellschaft Demmin GmbH. 
2016 wurde von der Deutschen Bahn – außerhalb des historischen Bahnhofsgebäudes – das erste Video-Reisezentrum in Mecklenburg-Vorpommern in Betrieb genommen. Das Bahnhofsgebäude ist rückseitig immer wieder das Opfer von Vandalenakten.

## Geschichte

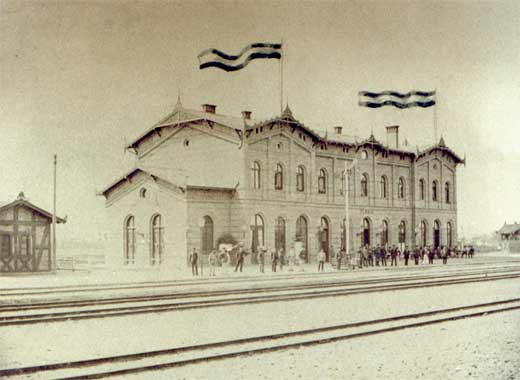
Empfangsgebäude um 1885

Im Zuge des Baus der Berliner Nordbahn erhielt Demmin am 1. Dezember 1877 Anschluss an die Strecke nach Neubrandenburg und Berlin. An diesem Tag erfolgte auch die feierliche Betriebseröffnung. Am 1. Januar 1878 – nur einen Monat später – wurde die bis nach Stralsund verlängerte Strecke freigegeben. Seit der Eröffnung gab es im Bahnhof über Jahrzehnte eine Gastwirtschaft, zeitweise auch mit einem angrenzenden Konzertgarten. Der erste Bahnhofswirt hieß Ruschewey. Die Überdachung des Bahnsteiges 1 erfolgte erst einige Jahre nach der Eröffnung.

## Betrieb
Bis Anfang der 1990er Jahre war Demmin Haltebahnhof von Schnellzügen zwischen Stralsund (teilweise von Barth oder von der Insel Rügen) über Neubrandenburg und Berlin, teilweise weiter in Richtung Sachsen und Thüringen. Seitdem wird der Bahnhof nur noch im Regionalverkehr bedient. Meist stündlich verkehren Regional-Express-Züge der DB Regio Nordost (Linie RE 5) zwischen Stralsund und Neustrelitz. Alle zwei Stunden fahren sie von Neustrelitz weiter nach Berlin Südkreuz, zu den übrigen Zeiten ist in Neustrelitz ein Umstieg in Richtung Berlin nötig. Bis 2013 wurden jeweils alle vier Stunden die Züge durch die Ostseeland Verkehr (OLA) betrieben.
| Linie | Strecke | Taktfrequenz                                                                  |
| ----- | --- | ----------------------------------------------------------------------------- |
| RE 5  | Stralsund – Grimmen – Demmin – Neubrandenburg – Neustrelitz – Fürstenberg – Oranienburg – Berlin Hauptbahnhof – Berlin Südkreuz | So Mittag–Sa Mittag Stundentakt; Sa Nachmittag / So Vormittag Zweistundentakt |
| RE 5  | Stralsund – Grimmen – Demmin – Neubrandenburg – Neustrelitz                                                                     | So Mittag–Sa Mittag Stundentakt; Sa Nachmittag / So Vormittag Zweistundentakt |